# .mr
mr. هو امتداد خاص بالعناوين الإلكترونية نطاق للمواقع التي تنتمي إلى موريتانيا.